# Timbuka masseneti
Timbuka masseneti är en spindelart som först beskrevs av Lucien Berland 1913.  Timbuka masseneti ingår i släktet Timbuka och familjen spökspindlar.
Artens utbredningsområde är Ecuador. Inga underarter finns listade i Catalogue of Life.